# Siliqua patula
Siliqua patula là một loài thân mềm hai mảnh vỏ ăn được lớn trong họ Pharidae.

## Phân bố
Siliqua patula có ở dọc theo bờ biển Tây Thái Bình Dương từ phía đông quần đảo Aleut, Alaska, đến Pismo Beach, California. Chúng sống tại các bãi biển trong các khu vực bãi triều, có thể đào cát đến độ sâu tối đa khoảng 30 foot (9,1 m).